# George Connor (Rennfahrer)
Charles George Connor (* 16. August 1906 in Rialto, USA; † 28. März 2001 in Hesperia) war ein US-amerikanischer Autorennfahrer.

## Karriere
George Connor startete zwischen 1935 und 1952 in 63 Champ Car-Rennen, davon 14-mal bei den 500 Meilen von Indianapolis. 1946 konnte er in Dayton und Lakewood zwei Champ-Car-Rennen gewinnen. In Indianapolis war seine beste Platzierung ein dritter Rang 1949.
Da zwischen 1950 und 1960 die 500 Meilen zur Weltmeisterschaft der Formel 1 zählten, fuhr Connor auch drei Rennen bei diesem Bewerb. 1950 und 1952 wurde er jeweils Achter, Punkte für die Weltmeisterschaft konnte er nicht erreichen.
1954 trat er von Rennsport zurück und arbeitete für Mobil Oil sowie als ein Offizieller auf dem Bonneville Speedway in Utah. Mit ihm starb 2001 der letzte Teilnehmer an einem 500-Meilen-Rennen von Indianapolis vor dem Zweiten Weltkrieg.

## Statistik

### Indy-500-Ergebnisse
| Jahr | Startnr. | Start | Qual (km/h) | Ergebnis | Runden | Führung | Ausfall                                         |
| ---- | -------- | ----- | ----------- | -------- | ------ | ------- | ----------------------------------------------- |
| 1934 | 39       | DNQ   |             |          |        |         |                                                 |
| 1935 | 37       | 14    | 183,964     | 19       | 112    | 0       | Getriebe                                        |
| 1936 | 38       | 5     | 187,086     | 10       | 200    | 0       |                                                 |
| 1937 | 17       | 12    | 193,490     | 9        | 200    | 0       |                                                 |
| 1938 | 15       | 19    | 193,619     | 19       | 119    | 0       | Motor                                           |
| 1939 | 18       | 12    | 198,253     | 13       | 195    | 0       | Motor                                           |
| 1940 | 10       | 17    | 200,474     | 26       | 52     | 0       | Antrieb                                         |
| 1940 | 14       |       |             | 182      | 75     | 0       | fuhr den Wagen von DeVore; Rd. 107–181          |
| 1940 | 61       |       |             | 203      | 2      | 0       | fuhr den Wagen von Davis; Rd. 58–59             |
| 1941 | 14       | 13    | 199,509     | 16       | 167    | 0       | Kraftübertragung                                |
| 1946 | 38       | 30    | 193,104     | 24       | 38     | 0       | Motor                                           |
| 1946 | 12       |       |             | 152      | 21     | 0       | fuhr den Wagen von Putnam; Rd. 100–120; Zündung |
| 1947 | 14       | 13    | 200,941     | 26       | 32     | 0       | Benzintank                                      |
| 1947 | 3        |       |             | 132      | 81     | 0       | fuhr den Wagen von Andres; Rd. 70–150; Zündung  |
| 1948 | 9        | 17    | 197,948     | 28       | 24     | 0       | Antriebswelle                                   |
| 1949 | 22       | 6     | 206,332     | 3        | 200    | 0       |                                                 |
| 1950 | 5        | 4     | 212,672     | 8        | 135    | 0       |                                                 |
| 1951 | 22       | 21    | 214,587     | 30       | 29     | 0       | Antrieb                                         |
| 1952 | 54       | 14    | 218,208     | 8        | 200    | 0       |                                                 |
| 1953 | 25       | DNQ   |             |          |        |         |                                                 |

| Legende  | Legende            | Legende                                                          |
| Farbe    | Abkürzung          | Bedeutung                                                        |
| -------- | ------------------ | ---------------------------------------------------------------- |
| Gold     | –                  | Sieg                                                             |
| Silber   | –                  | 2. Platz                                                         |
| Bronze   | –                  | 3. Platz                                                         |
| Grün     | –                  | Platzierung in den Punkten                                       |
| Blau     | –                  | Klassifiziert außerhalb der Punkteränge                          |
| Violett  | DNF                | Rennen nicht beendet (did not finish)                            |
| Violett  | NC                 | nicht klassifiziert (not classified)                             |
| Rot      | DNQ                | nicht qualifiziert (did not qualify)                             |
| Rot      | DNPQ               | in Vorqualifikation gescheitert (did not pre-qualify)            |
| Schwarz  | DSQ                | disqualifiziert (disqualified)                                   |
| Weiß     | DNS                | nicht am Start (did not start)                                   |
| Weiß     | WD                 | zurückgezogen (withdrawn)                                        |
| Hellblau | PO                 | nur am Training teilgenommen (practiced only)                    |
| Hellblau | TD                 | Freitags-Testfahrer (test driver)                                |
| ohne     | DNP                | nicht am Training teilgenommen (did not practice)                |
| ohne     | INJ                | verletzt oder krank (injured)                                    |
| ohne     | EX                 | ausgeschlossen (excluded)                                        |
| ohne     | DNA                | nicht erschienen (did not arrive)                                |
| ohne     | C                  | Rennen abgesagt (cancelled)                                      |
| ohne     | keine WM-Teilnahme |                                                                  |
| sonstige | P/fett             | Pole-Position                                                    |
| sonstige | 1/2/3/4/5/6/7/8    | Punktplatzierung im Sprint-/Qualifikationsrennen                 |
| sonstige | SR/kursiv          | Schnellste Rennrunde                                             |
| sonstige | *                  | nicht im Ziel, aufgrund der zurückgelegten Distanz aber gewertet |
| sonstige | ()                 | Streichresultate                                                 |
| sonstige | unterstrichen      | Führender in der Gesamtwertung                                   |